# ولید الیماحی
ولید الیماحی (انگلیسی: Waleed Al-Yamahi؛ زادهٔ ۱۹ نوامبر ۱۹۹۰) بازیکن فوتبال اهل امارات متحده عربی است.